# Mauro Biglino
Mauro Biglino (Torino, 13. rujna 1950.) je talijanski književnik, esejist i prevoditelj. Bio je zadužen da prevede masoretske tekstove sa starohebrejskog jezika za vatikansku izdavačku kuću Edizioni San Paolo. Pri prevođenju došao je do zaključka da Biblija govori o više bogova, a Jahve je samo jedan od njih.
Autor je više knjiga od kojih su neke prevedene na hrvatski, a gostovao je i u emisiji Na rubu znanosti.

## Knjige, gostovanja i predavanja

### Knjige
- Stari i Novi zavjet - knjige bez Boga  (2019)
- Knjiga koja će zauvijek promijeniti vaše mišljenje o Bibliji : Bogovi koji su došli iz Svemira? (2016)
- Biblija nije sveta knjiga (2015)

### Video-zapisi
- Na rubu znanosti - SKRIVENA STRANA STAROZAVJETNIH PRIČA, 17.10.2016., https://www.youtube.com/watch?v=89ZziNBJ948
- Mauro Biglino Biblija nije sveta knjiga, https://www.youtube.com/watch?v=SYtM8YmI3V0